# Signalisation routière d’information, d’installation ou de service
La Convention de Vienne sur la signalisation routière, adoptée le 8 novembre 1968, définit huit catégories de signaux : les signaux d'avertissement de danger, les signaux de priorité, les signaux d'interdiction ou de restriction, les signaux d'obligation, les signaux de prescriptions particulières, les signaux d'information, d'installation ou de service, les signaux de direction, de jalonnement ou d'indication, les panneaux additionnels.
Le présent article est consacré aux signaux routiers d’information, d’installation ou de service, codifiés F.
Le descriptif ci-après est celui défini dans la convention de Vienne. Il ne se retrouve donc que dans les signaux nationaux des pays qui ont ratifié cette convention.

## Caractéristiques générales et symboles
Les signaux « F » sont à fond bleu ou vert; ils portent un rectangle blanc ou de couleur jaune sur lequel apparaît le symbole.
Dans la bande bleue ou verte de la base des signaux peut être inscrite en blanc la distance à laquelle se trouve l’installation signalée ou l’entrée du chemin qui y mène. Les signaux peuvent être aussi placés à l’entrée du chemin qui mène à l’installation et comporter alors dans la partie bleue ou verte à leur base une flèche directionnelle en blanc. 
Le symbole est noir ou bleu foncé, sauf les symboles « postes de secours », « Extincteur » où ils sont rouges.

## Description

### Symboles «Poste de secours »

Panneau poste de secours

Les symboles représentant les postes de secours dans les États intéressés seront utilisés.
Les symboles sont rouges. 

### Symboles divers
- « Poste de dépannage »
- « Poste téléphonique »
- « Poste d’essence »
- « Hôtel » ou « Motel »
- « Restaurant »
- « Débit de boissons ou cafétéria »
- « Emplacement aménagé pour pique-nique »
- « Emplacement aménagé comme point de départ d’excursions à pied »
- « Terrain de camping »
- « Terrain de caravaning »
- « Terrain de camping et caravaning »
- « Auberge de jeunesse »
- « Téléphone d'urgence »
- « Extincteur »